# 木茼蒿
木茼蒿（学名：Argyranthemum frutescens），別名：茼蒿菊，木春菊，又称作玛格丽特花或玛格丽特菊，英名：Marguerite、Paris daisy、White marguerite，为菊科木茼蒿属下的一个种，多年生草本植物，以花闻名，来源于加那利群岛，常用于花园或公园的装饰用植物，花語為驕傲、喜悅和滿意。

## 圖片

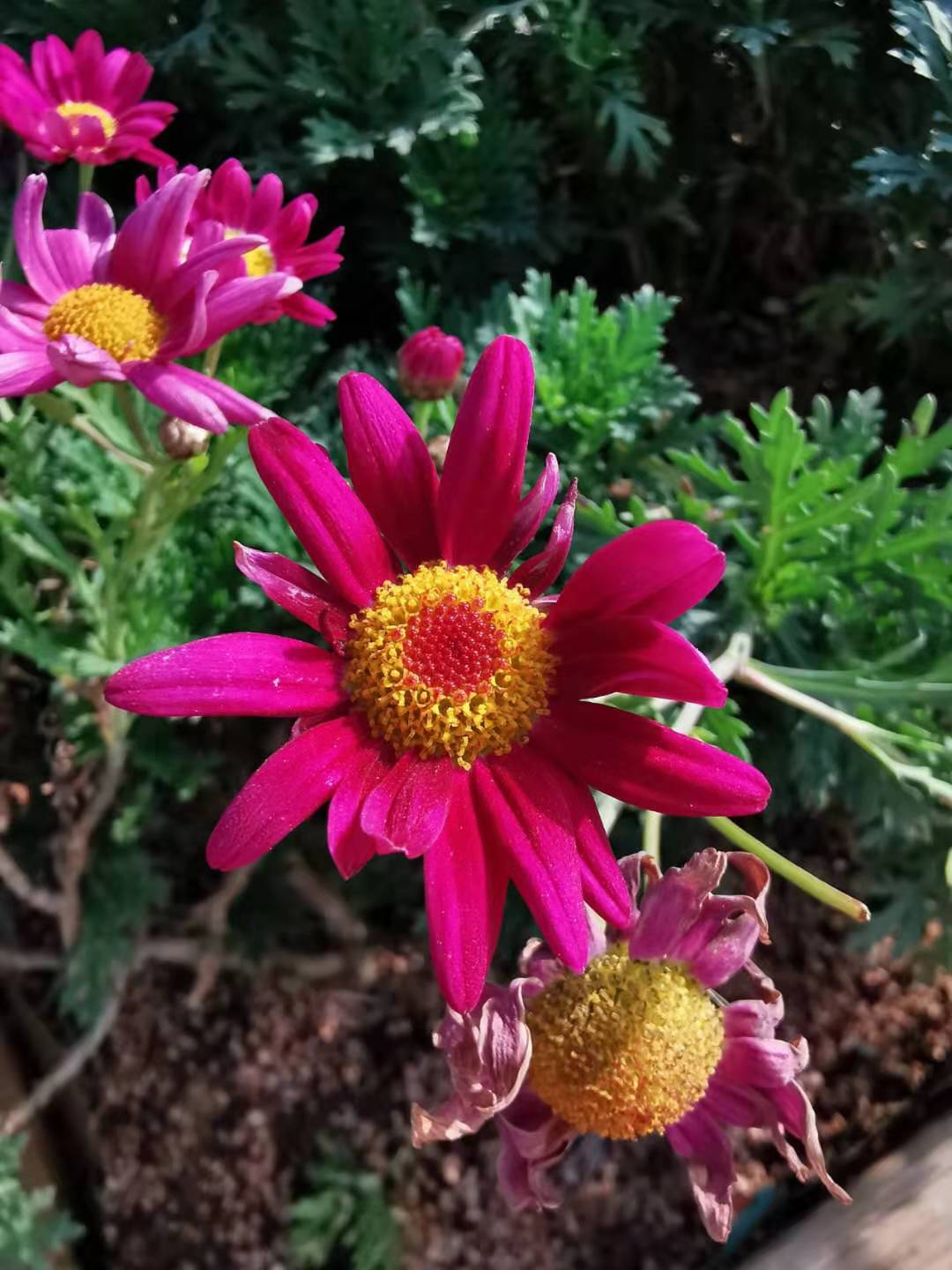
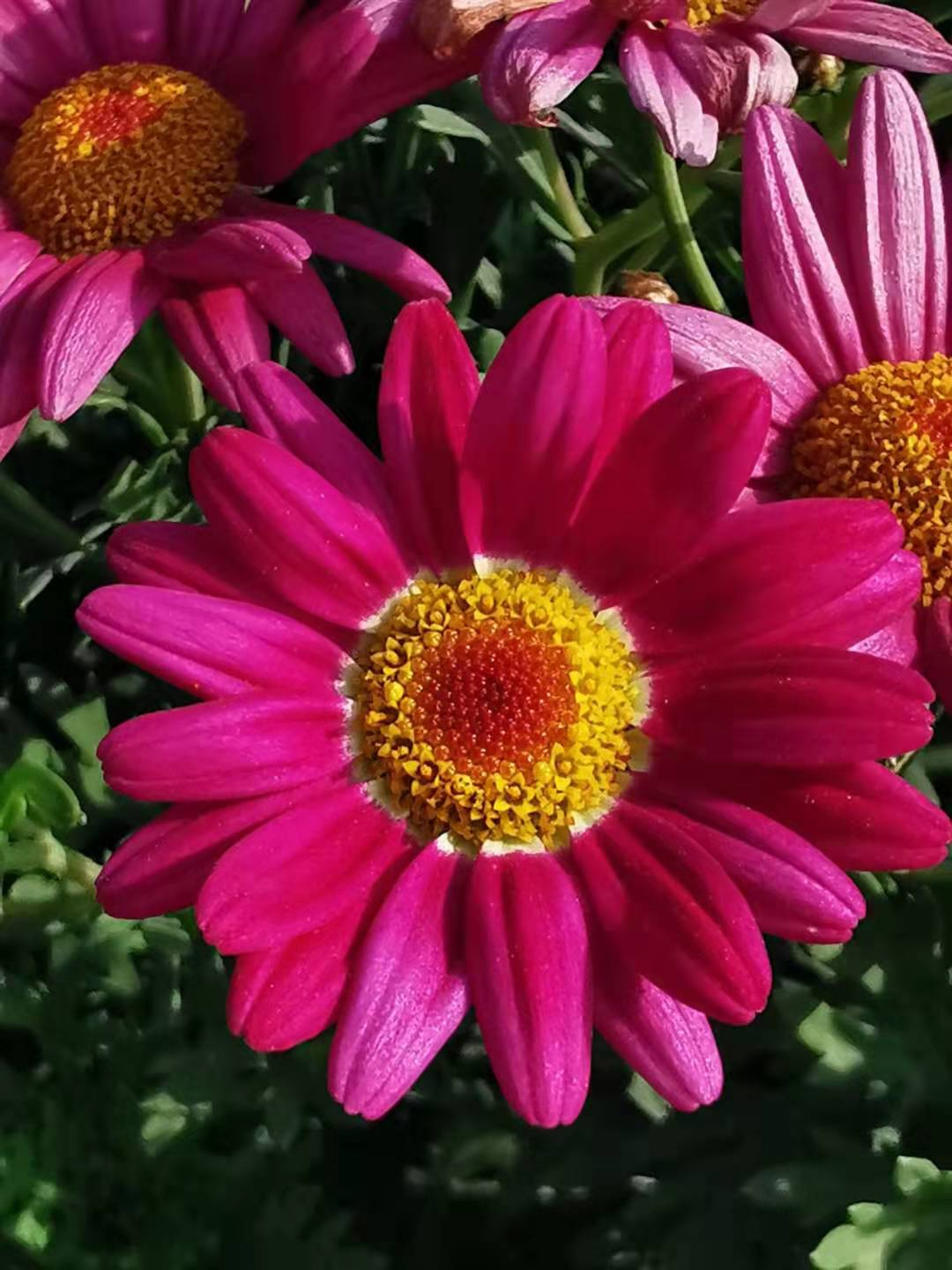
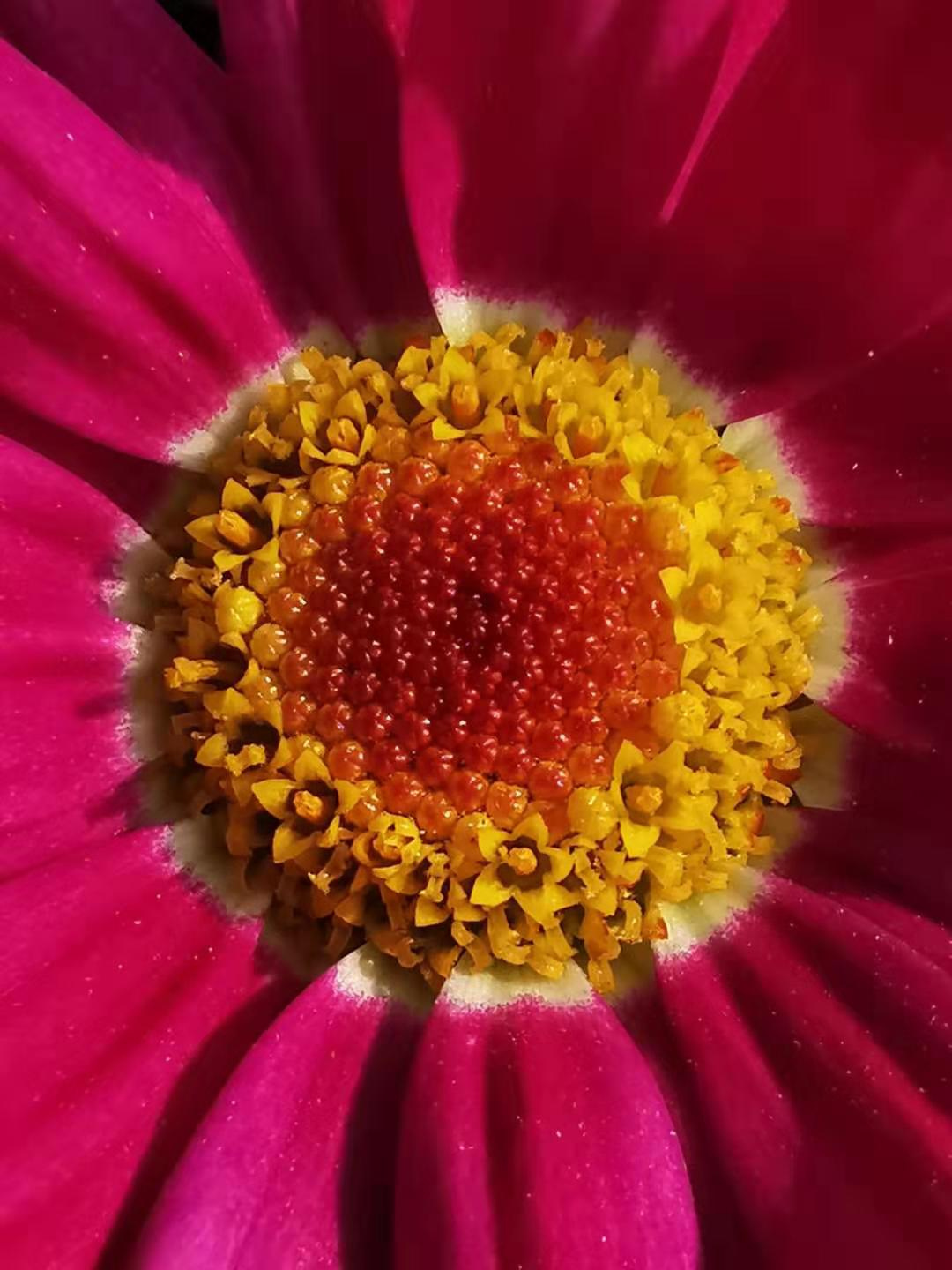
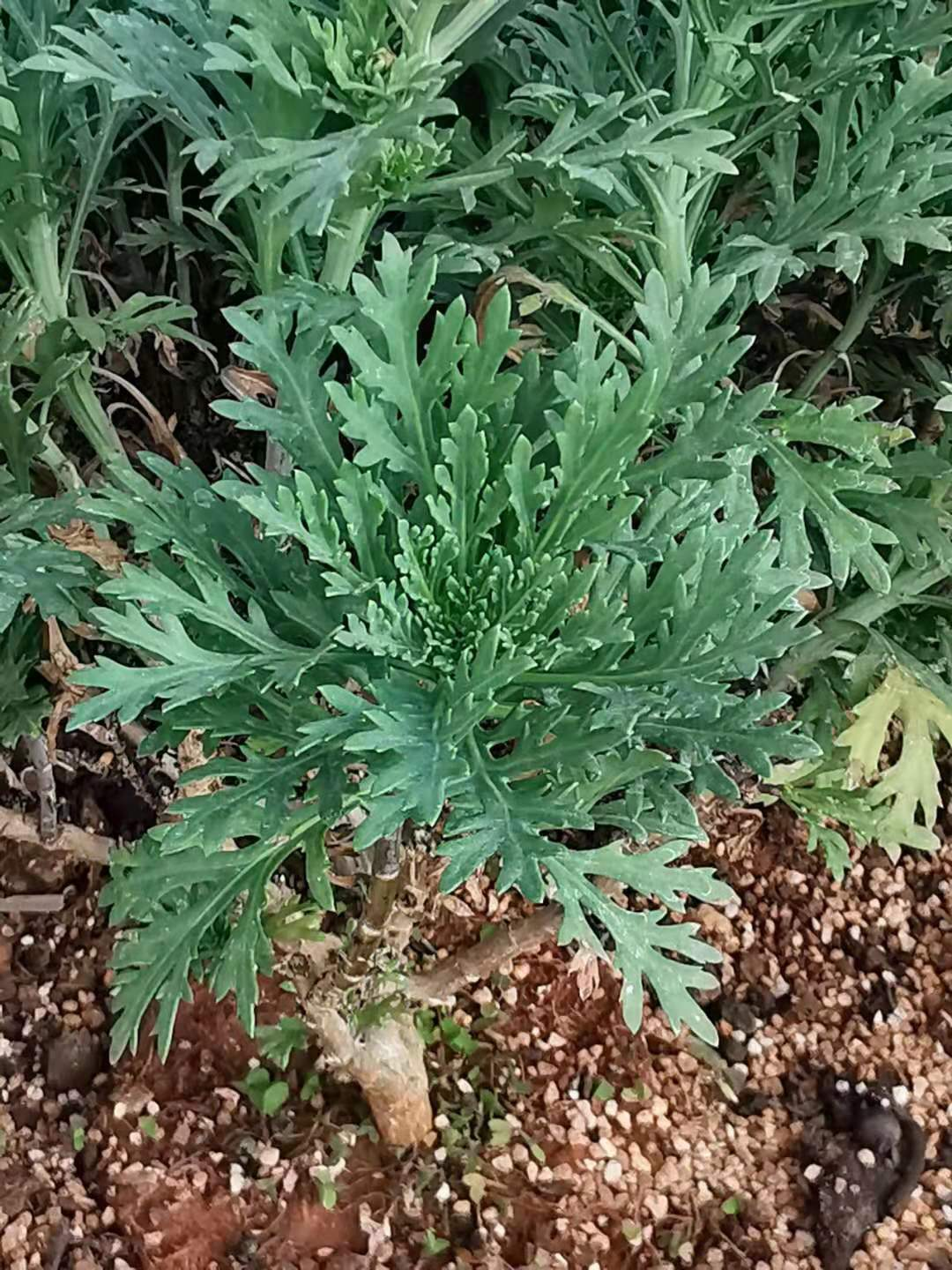
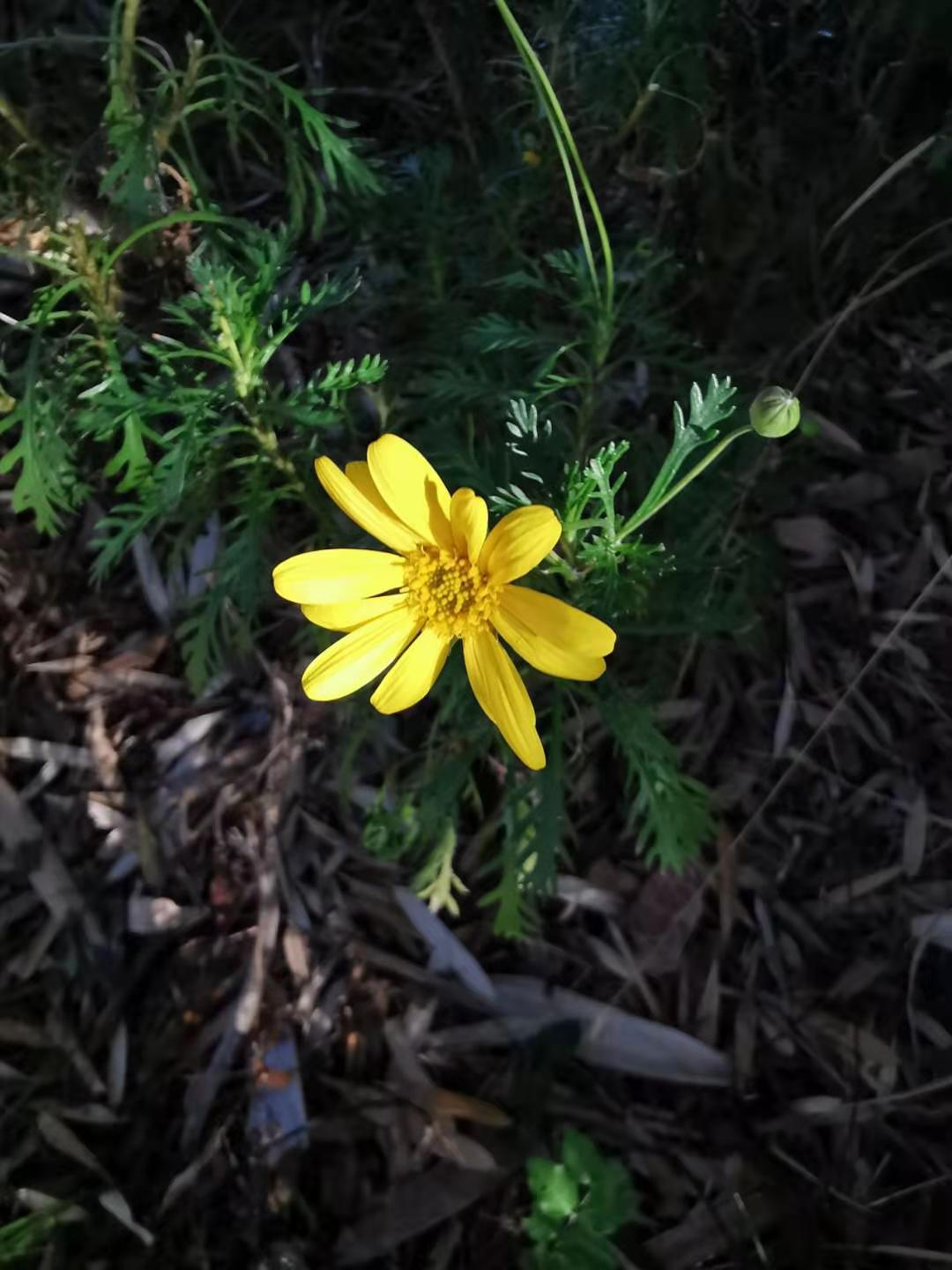
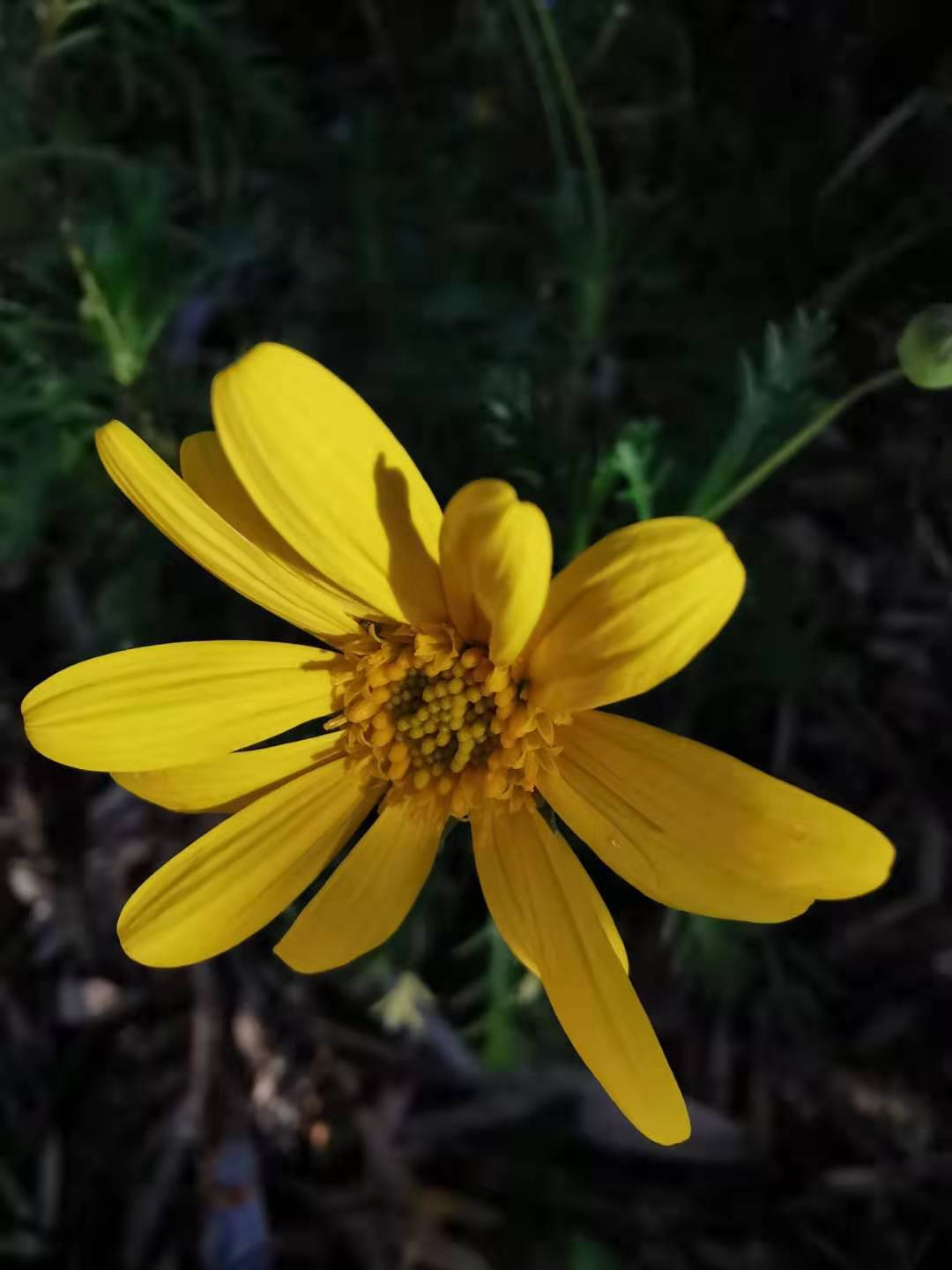
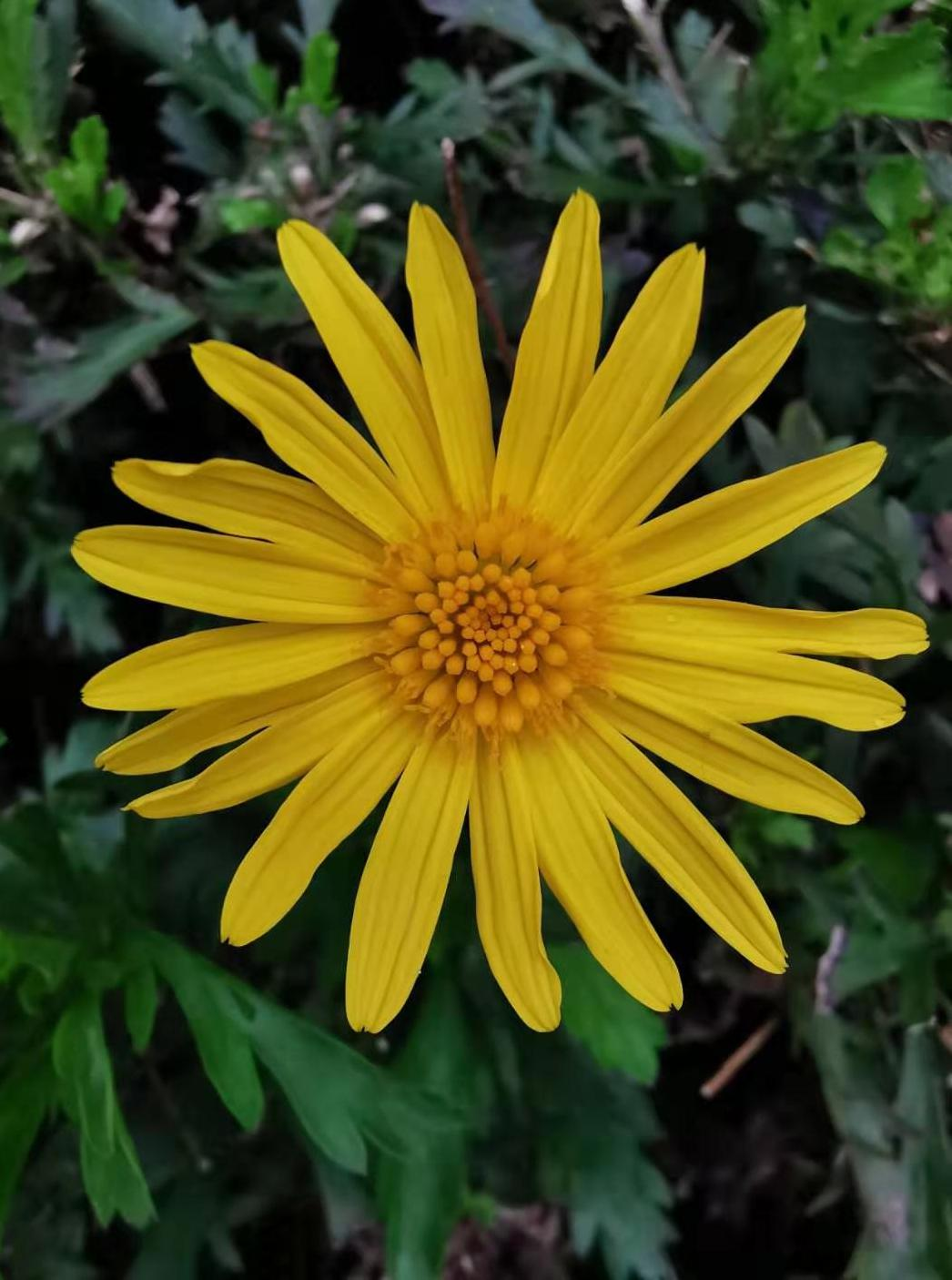
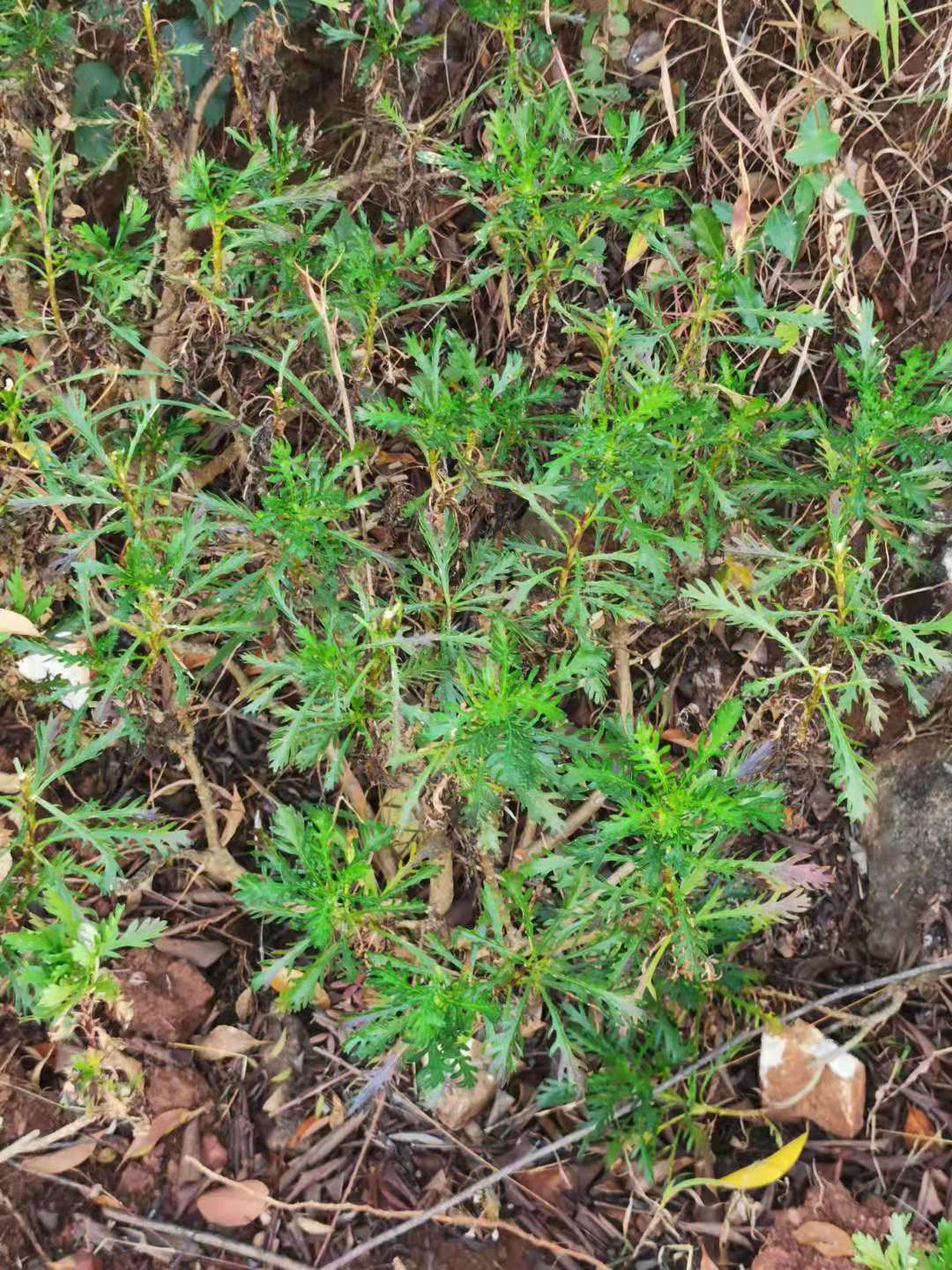